# CME Group
CME Group Inc. és una empresa de serveis financers. Amb seu a Chicago, l'empresa opera intercanvis de derivats financers, com ara el Chicago Mercantile Exchange, el Chicago Board of Trade, el New York Mercantile Exchange i el Commodity Exchange. La companyia també posseeix el 27% dels índexs S&P Dow Jones. És el major operador mundial d'intercanvis de derivats financers. Els seus intercanvis són plataformes per negociar productes agrícoles, divises, energia, tipus d'interès, metalls, contractes de futurs, opcions, índexs de valors i futurs de criptomonedes.
A més de la seva seu a Chicago, la companyia també té oficines a Nova York, Houston i Washington D.C., als Estats Units, així com a l'estranger a Bangalore, Pequín, Belfast, Calgary, Hong Kong, Londres , Seül, Singapur i Tòquio.